# Cascinette d'Ivrea
Cascinette d'Ivrea est une commune italienne de la ville métropolitaine de Turin dans la région Piémont en Italie.

## Administration
| Période                                  | Période  | Identité     | Étiquette | Qualité       |
| ---------------------------------------- | -------- | ------------ | --------- | ------------- |
| 5 avril 2005                             | En cours | Piero Osenga |           | centre gauche |
| Les données manquantes sont à compléter. |          |              |           |               |

### Communes limitrophes
Chiaverano, Burolo, Ivrée